# 헌법불합치
헌법불합치(憲法不合致)는 대한민국 헌법재판소가 내리는 결정의 하나로 해당 법률이 사실상 위헌이기는 하지만 즉각적인 무효화에 따르는 법의 공백과 사회적 혼란을 피하기 위해 법을 개정할 때까지 한시적으로 그 법을 존속시키는 결정을 말한다. 다만, 형벌조항에 대해 헌법불합치 결정이 내려진 경우, 대한민국 대법원에서는 헌법불합치결정도 단순위헌결정과 마찬가지로 형벌조항이 소급하여 효력이 상실된다고 해석하고 있다.

## 헌법재판소 판례
- 재외동포법 위헌확인 사건에서 헌법재판소는 단순위헌결정을 선고하면 법적 공백과 혼란이 야기되므로 대신 헌법불합치결정을 내렸다.

법률이 평등원칙에 위반된다고 판단되는 경우에도 그 위헌적 상태를 제거하여 평등원칙에 합치되는 상태를 실현하는 선택의 문제는 입법자에게 맡겨진 일이고, 이 사건 심판대상규정에 대하여 단순위헌결정을 선고하면 외국국적동포의 경우는 재외동포법이 부여하는 지위가 그 순간부터 상실되어 법치국가적으로 용인하기 어려운 법적 공백과 그로 인한 혼란을 야기할 수 있으므로 헌법불합치를 선고하고, 입법자가 합헌적인 방향으로 법률을 개선할 때까지 2003. 12. 31.을 한도로 잠정적으로 적용하게 한다.

- 위헌심판에서의 구체적 규범통제의 실효성 보장이라는 측면을 고려할 때, 적어도 위 헌법불합치결정을 하게 된 당해 사건 및 위 헌법불합치결정 당시에 이 사건 법률조항의 위헌 여부가 쟁점이 되어 법원에 계속중인 사건에 대하여는 위 헌법불합치결정의 소급효가 미친다.[3]

- 위헌적인 규정을 합헌적으로 조정하는 임무는 원칙적으로 입법자의 형성재량에 속하는 사항이라고 할 것인데, 이 사건 법률조항의 위헌성을 어떤 방법으로 제거하여 새로운 입법을 할 것인가에 관하여는 여러 가지 망안이 있을 수 있고, 그 중에서 어떤 방안을 채택할 것인가는 입법자가 여러 가지 사정을 고려하여 입법정책적으로 결정할 사항이다. 이러한 사정들을 감안한다면 이 사건 법률조항은 헌법에 합치되지 아니하나 입법개선시까지 잠정적으로 적용하는 것이 바람직하다.[4]